# 圣保禄堂 (旧金山)
圣保禄堂（英语：St. Paul's Catholic Church) 是一座罗马天主教教堂，位于美国加州旧金山 Valley 街221号（教堂街转角）。
圣保禄堂的历史可追溯到1876年，最初可容纳750人（200个家庭）。1897年兴建目前可容1400人的哥特式建筑。1911年5月29日祝圣。
1989年地震后，圣保禄堂花费巨资进行修缮 。1992年教堂曾用來拍攝電影修女也瘋狂。